# Coors Light
Coors Light is een bier met een alcoholpercentage van 4,2% dat gebrouwen wordt in Golden, Colorado en Milwaukee, Wisconsin. Het drankje werd voor het eerst gemaakt in 1978, door de Coors Brewing Company.
Het bier heeft een "Cold Certified" label, dat ervoor zorgt dat de bergen op het label verkleuren van wit naar blauw zodra het bier een temperatuur van minder dan 4 graden Celsius (39 graden Fahrenheit) heeft bereikt.

## Geschiedenis
Adolph Coors werd in 1847 in Wuppertal geboren. Vanaf zijn veertiende werkte hij voor de Henry Wenker Brouwerij in Dortmund. Hij zag water als het belangrijkste ingrediënt van perfect bier. Daarom besloot hij in 1873 Adolph Coors Company op te richten in Golden, Colorado, met de Rocky Mountains als bron voor het water dat in het bier gebruikt wordt.

## Marketing en reclame
In het midden van de jaren 70 was gezondheid een van de meest besproken onderwerpen in Amerika. De Babyboom generatie bereikte de leeftijd waarop deze legaal mocht drinken en hierdoor veranderde de doelgroep van de bierindustrie. Ze maakten zich zorgen om hun gezondheid, maar wilden nog steeds bier drinken. Ook nam de vraag naar drankjes met weinig calorieën toe. In 1975 was de vraag naar light bier in de Verenigde Staten slechts 1%, maar in 1994 was dit percentage gestegen tot 35%. In 1978 werd Coors Light geïntroduceerd.
Coors Light reclames noemen het bier het meest verfrissende op aarde. Ook zijn de reclames vooral gericht op jongeren. Cavalry Advertising Agency uit Chicago verzorgt momenteel de reclames voor Coors Light. Zij hebben de slogan 'Reach for the Cold' bedacht. In april 2013 bedacht dit bedrijf een reclamefilmpje dat werd uitgeroepen tot de beste reclame van de week door Adweek

## Internationale markt
Om het merk uit te kunnen breiden buiten de Verenigde Staten, het Verenigd Koninkrijk en Canada richtte Molson Coors Brewing Company in 2008 Molson Coors International op. MCI opereert in drie regio's: Latijns-Amerika, Azië en Europa. Coors Light is inmiddels ook verkrijgbaar in deze gebieden.

## Onderscheidingen en sponsoring
In 2005 werd Coors Light onderscheiden met een zilveren medaille op het Great American Beer Festival in de Amerikaanse Light Lager categorie.
Miller Coors tekende in februari 2011 een sponsorcontract met de National Hockey League dit contract loopt zeven jaar en heeft een waarde van 375 miljoen dollar.
In 2013 tekende Miller Coors een contract met Turner Broadcasting om zich te kunnen richten op de doelgroep van NASCAR fans.
MLB-teams die worden gesponsord door Coors Light zijn:
- Arizona Diamondbacks
- Colorado Rockies
- Oakland Athletics
- San Diego Padres
- San Francisco Giants
- Seattle Mariners